# Guarda-marinha
Guarda-marinha constitui uma patente existente nas forças navais de diversos países. Conforme o país, a patente pode pertencer à subcategoria dos oficiais subalternos ou à dos alunos de uma escola superior naval.